# Caitlín Rebekah Kiernan
Caitlín Rebekah Kiernan (nascuda el 26 de maig de 1964) és una escriptora de terror, ciència-ficció i fantasia fosca, nascuda a Irlanda i nacionalitzada estatunidenca. És autora de deu novel·les, nombrosos còmics, més de dos-cents contes, diverses novel·les curtes, i d'estampes o vignettes. És també autora de diversos treballs científics en el camp de la paleontologia.
Kiernan s'ha guanyat la reputació de ser un dels autors més destacats de la ficció macabra contemporània. En una ressenya de la novel·la d'aquesta autora The Red Tree (2009), l'estudiós lovecraftià S. T. Joshi escriu: «Kiernan se situa ja entre els estilistes més característics del nostre camp –Edgar Allan Poe, Lord Dunsany, Thomas Ligotti–. Després de la lamentable aturada creativa de Ligotti, ella s'ha convertit en la veu principal del conte de por».
En la Història natural dels contes de por, citant l'obra The Mammoth Book of Best New Horror, s'esmenta a aquesta autora com una de les més destacades de l'última generació d'escriptors del gènere macabre en llengua anglesa.

## Biografia

### Primers anys

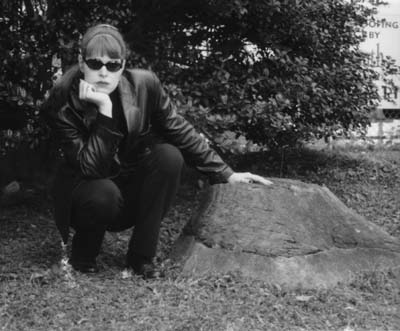
C. R. Kiernan el 2001

Nascuda a Dublín (Irlanda), es va traslladar amb la seva mare als Estats Units encara petita. Gran part de la seva infància la va passar a la petita ciutat de Leeds (Alabama), i molt aviat es va aficionar a disciplines tan dispars com la herpetologia, la paleontologia i l'escriptura de ficció. D'adolescent, va viure a Trussville (Alabama), en l'escola secundària del qual va començar a servir de voluntària al Red Mountain Museum de Birmingham (Alabama), passant els estius en campaments i excavacions arqueològics i paleontològics.
Kiernan va anar a la universitat d'Alabama, a Birmingham, i a la Universitat de Colorado a Boulder, on va estudiar geologia i paleontologia de vertebrats. Va treballar en museus i com a professora, per finalment decantar-se per l'escriptura de ficció, l'any 1992.

### Obra literària i científica
En 1988, va ser coautora d'un article que descriu un nou gènere i espècie de rèptils mosasaures, anomenat Selmasaurus russelli. La seva primera novel·la, The Five of Cups, va ser escrita entre juny de 1992 i principis de 1993, encara que no es va publicar fins a 2003. En 1998, va publicar la seva primera novel·la, Silk. El seu primer conte publicat va ser "Persephone", una història de ciència-ficció fosca, apareguda el 1995. Els seus més recents publicacions científiques són un document sobre la bioestratigrafía dels mosasaures d'Alabama, publicat en el Journal of Vertebrate Paleontology (2002) i "First record of a velociraptorine theropod (Tetanurae, Dromaeosauridae) from the Eastern Gulf Coastal United States" The Mosasaur" (2005).
Diversos relats de Kiernan han estat seleccionats per a les antologies Year's Best Fantasy and Horror, The Mammoth Book of Best New Horror i The Year's Best Science Fiction, i els seus contes han estat antologats en diversos volums (vegeu la bibliografia).
Fins avui, la seva obra ha estat traduïda a l'alemany, italià, francès, turc, espanyol, portuguès, finlandès, txec, polonès, rus, coreà i japonès. Al maig de 1996, Kiernan va ser contactada per Neil Gaiman i els editors de DC/Vertigo Comics per començar a escriure per al còmic The Dreaming, un derivat del títol de gran èxit de Gaiman, The Sandman. Kiernan va escriure per a aquesta publicació des de 1996 fins a la seva conclusió en 2001, treballant en estreta col·laboració amb Gaiman i centrant-se no només en personatges preexistents (The Corinthian, Cain and Abel, Lucien, Nuala, Morpheus, Thessaly, etc.), sinó també en altres nous (Tiro, Maddy, el corb blanc Tethys, etc.). En 2012, Kiernan va tornar al còmic amb els guions de Alabaster: Wolves (basat en el seu personatge Dancy Flammarion), que va continuar amb Alabaster: Boxcar Tales (2013) i Alabaster: The Good, the Bad, and the Bird (2014). L'autora va escriure així mateix una adaptació per a novel·la de la pel·lícula Beowulf (amb guió de Gaiman i Roger Avary).
En espanyol, Kiernan va publicar en 2014 el llibre La jove ofegada, en l'editorial Valdemar, col·lecció "Insomnia".

## Opinions i estil literari
Kiernan ha afirmat clarament en el seu bloc: «M'estic cansant de dir-li a la gent que no sóc una escriptora de "terror". Em cansa que la gent no m'escolti o no em creï. La majoria sembla recelar dels meus motius». «Mai he tractat d'enganyar a ningú. He afirmat que no escric obres de "terror". Ho he dit un milió, mil milions de vegades». «No és que no hi hagi forts elements de terror presents en gran part de la meva escriptura. És que el terror mai predomina en elles. Poden cridar-ho ficció psicològica o ficció fantàstica. No creo en el terror com a gènere; pinso en ell –parafrasejant a Doug Winter– com en una emoció, i cap emoció exclusiva ha copat mai les meves ficcions».
«Qualsevol pot venir-nos amb l'artifici/concepte d'una "bona història". Però a mi la història en si m'avorreix, raó per la qual els crítics es queixen que representa l'aspecte més feble del meu treball. La història revela un propòsit clar, i jo no tinc gens d'interès real en la trama. L'atmosfera, els estats d'ànim, el llenguatge, el personatge, el tema, etc., això és el que em fascina. Ulisses hauria d'haver alliberat als escriptors de la trama».

## Música
Entre 1996 i 1997, Kiernan va formar part d'una banda de folk-blues gòtic, a Athens (Geòrgia), anomenada Death's Little Sister, en referència al personatge 'Delirium' de Neil Gaiman. Ella era la vocalista i lletrista de la banda, i el grup va gaudir de cert èxit en la ràdio local de la universitat i va fer concerts en Athens i en Atlanta. Els altres membres eren Barry Dillard (guitarres), Michael Greus (baix) i Shelly Ross (teclats). Kiernan ha afirmat en diverses entrevistes que va deixar la banda el febrer de 1997 a causa de les responsabilitats que havia adquirit amb DC Comics, i perquè acabava de contractar la publicació de la seva novel·la Silk. Va participar, no obstant això, breument en Crimson Stain Mystery, un treball d'estudi, dos anys més tard. La companyia CSM va produir un EP, il·lustrat per Clive Barker, per acompanyar una edició especial limitada de Seda (Gauntlet Press, 2000).

## Altres publicacions
Al desembre de 2005, va començar a publicar mensualment en Internet la pàgina Sirenia Digest, subtitulada A Monthly Journal of Weirdly Erotic (també conegut com a MerViSS) que consta d'estampes o vignettes i contes de tipus eròtic: «El Projecte MerViSS suposa la continuació de l'exploració de Kiernan de la fusió de la literatura eròtica amb elements de fantasia fosca i ciència-ficció, recreant breus ficcions oníriques». La pàgina actualment està il·lustrada per Vince Locke. S'inclouen també col·laboracions ocasionals de l'escriptora Sonya Taaffe.

## Vida personal
Kiernan es va declarar transsexual, lesbiana i atea pagana. Viu a Providence (Rhode Island) amb la seva parella, la fotògrafa i fabricadora de nines Kathryn A. Pollnac.

## Distincions

### Premis
- International Horror Guild Award, Best First Novel 1998 (Silk)
- Barnes and Noble Maiden Voyage Award, Best First Novel 1998 (Silk)
- International Horror Guild Award, Best Novel 2001 (Threshold)
- International Horror Guild Award, Best Short Story 2001 ("Onion")
- International Horror Guild Award, Best Mid-Length Fiction 2005 ("La Peau Verte")
- James Tiptree, Jr. Award Honoree, 2010 ("Galápagos")
- James Tiptree, Jr. Award Winner, 2012 (The Drowning Girl: A Memoir)
- Bram Stoker Award, Best Novel 2012 (The Drowning Girl: A Memoir)

### Nominacions (llista parcial)
- Bram Stoker Award 1995, Best Short Story ("Persephone")
- Bram Stoker Award, Best First Novel 1998 (Silk)
- British Fantasy Award, Best First Novel 1998 (Silk)
- Gay & Lesbian Alliance Against Defamation Award, Best Graphic Novel 1998 (The Girl Who Would Be Death)
- International Horror Guild Award, Best Collection (Tales of Pain and Wonder)
- Bram Stoker Award, Best Graphic Novel 2001 (The Dreaming #56, "The First Adventure of Miss Caterina Poe")
- International Horror Guild Award, Best Graphic Novel 2001 (The Dreaming #56, "The First Adventure of Miss Caterina Poe")
- International Horror Guild Award, Best Short Form 2002 ("The Road of Pins")
- International Horror Guild Award, Best Collection 2005 (To Charles Fort, With Love)
- Premi Mundial de Fantasia 2006, Best Collection 2005 (To Charles Fort, With Love)
- Premi Mundial de Fantasia 2006, Best Short Fiction 2005 ("La Peau Verte")
- International Horror Guild Award, Best Mid-Length Fiction 2006 ("Bainbridge")
- Premio Locus 2010 (40th Annual), Best Fantasy Novel (The Red Tree)
- Premio Locus 2010 (40th Annual), Best Collection (A is for Alien)
- Shirley Jackson Award (3rd Annual, 2010), Best Novel (The Red Tree)
- Premi Mundial de Fantasia 2010, Best Novel (The Red Tree)
- Shirley Jackson Award (4th Annual, 2011), Best Short Story ("As Red as Red")
- Premi Mundial de Fantasia 2011, Best Collection 2010 (The Ammonite Violin & Others)
- Bram Stoker Award 2011, Best Collection (Two Worlds and In Between: The Best of Caitlin R. Kiernan, Volume 1)
- Bram Stoker Award 2011, Best Long Fiction ("The Collier's Venus [1893]")
- Premio Locus 2012, Best Collection (Two Worlds and In Between: The Best of Caitlin R. Kiernan, Volume 1)
- Premi Mundial de Fantasia 2012, Best Collection (Two Worlds and In Between: The Best of Caitlin R. Kiernan, Volume 1)
- Premio Nébula 2012, Best Novel (The Drowning Girl: A Memoir)[15]
- British Fantasy Award 2012, Best Fantasy Novel (The Drowning Girl: A Memoir)
- Premi Mundial de Fantasia 2012, Best Novel (The Drowning Girl: A Memoir)
- Mythopoeic Award 2012, Adult Literature (The Drowning Girl: A Memoir)
- Shirley Jackson Award 2012, Best Novel (The Drowning Girl: A Memoir)
- Bram Stoker Award 2013, Fiction Collection (The Ape's Wife and Other Stories)
- Bram Stoker Award 2013, Graphic Novel (Alabaster: Wolves)

### Novel·les
- Silk.  Penguin-Putnam, 1998. ISBN 978-0-451-45668-7. (1999, Gauntlet Press)
- Threshold (2001, Penguin-Putnam) ISBN 9780451461247
- The Five of Cups.  Subterranean Press, 2003. ISBN 978-1-931081-80-1.
- Low Red Moon.  Penguin-Putnam, 2003. ISBN 978-1-931081-84-9.
- Murder of Angels.  Penguin-Putnam, 2004. ISBN 0-451-45996-2.
- Daughter of Hounds.  Penguin-Putnam, 2007. ISBN 978-0-451-46157-5.
- Beowulf (2007; HarperCollins; novelization of Beowulf (2007 film) ISBN 9780061543388
- The Red Tree (2009; Penguin-Putnam) ISBN 9780451463500
- The Drowning Girl: A Memoir (March, 2012; Penguin-Putnam) ISBN 9780451464163
- Blood Oranges (amb el pseudònim de Kathleen Tierney; February, 2013, Penguin-Putnam) ISBN 9780451465016
- Red Delicious (amb el pseudònim de Kathleen Tierney; 2014, Penguin-Putnam) ISBN 9780451416537

### Llibres de contes
- Tales of Pain and Wonder (2000, Gauntlet Press; 2002, Meisha Merlin; 2008, Subterranean Press)
- Wrong Things (con Poppy Z. Brite; 2001; Subterranean Press)
- From Weird and Distant Shores (2002; Subterranean Press)
- To Charles Fort, With Love (2005; Subterranean Press)
- Alabaster (2006; Subterranean Press; ilustrado por Ted Naifeh; reeditat per Dark Horse Comics, Febrer de 2014, com a Alabaster: Pale Horse)
- A is for Alien (2009; Subterranean Press; ilustrado por Vince Locke)
- The Ammonite Violin & Others (2010; Subterranean Press)
- Two Worlds and in Between: The Best of Caitlin R. Kiernan (Volume One) (2011; Subterranean Press)
- Confessions of a Five-Chambered Heart (2012; Subterranean Press)
- The Ape's Wife and Other Tales (2013; Subterranean Press)